# یورما گاللن-کاللا
یُورْما گالْلِن-کالْلِا (انگلیسی: Jorma Gallen-Kallela; ۲۲ نوامبر ۱۸۹۸ – ۱ دسامبر ۱۹۳۹) نقاش، گرافیست، و ستوان نیروی زمینی  اهل فنلاند بود.

## نگارخانه

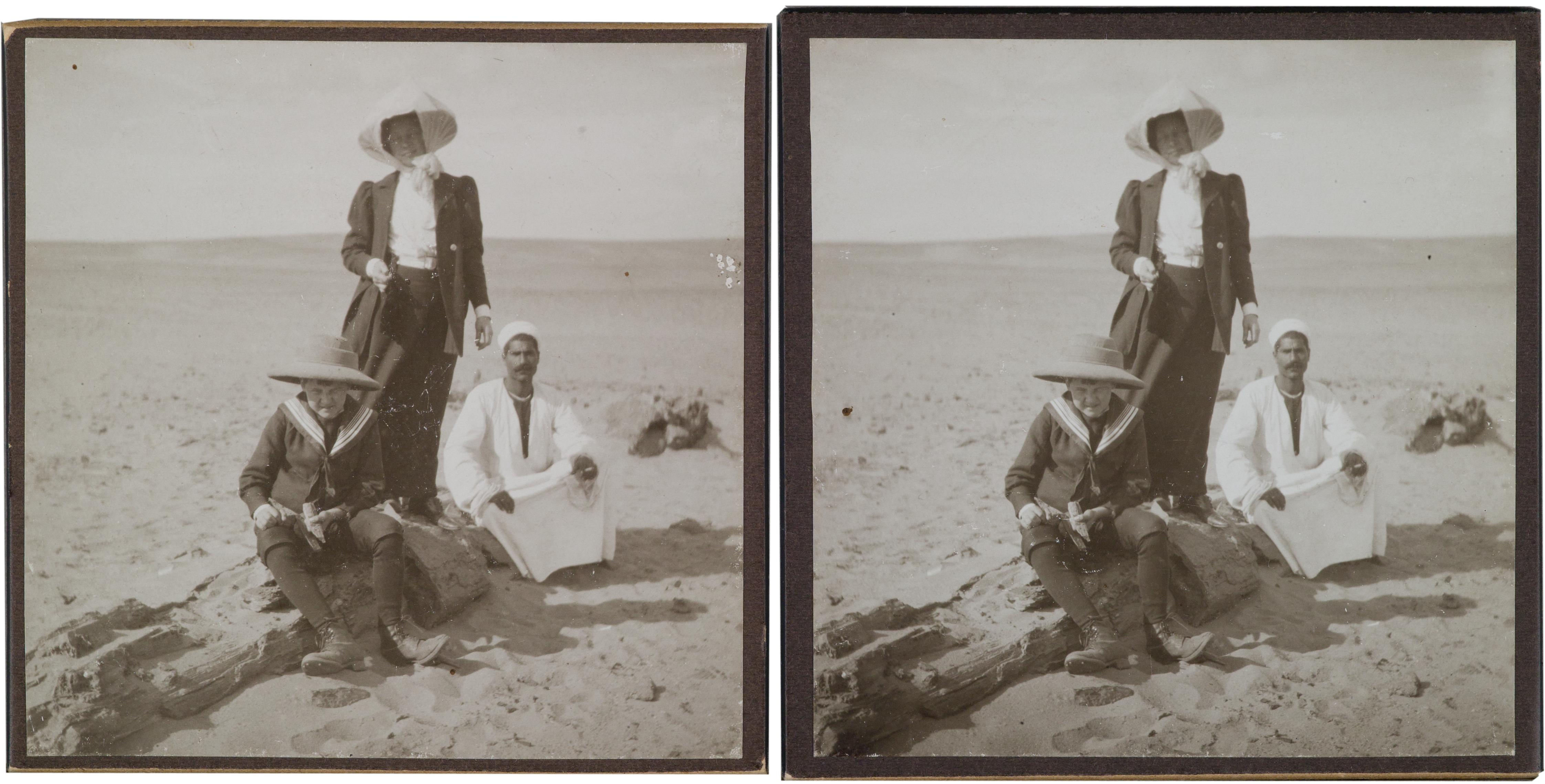
ژورما و مری گالن-کالالا با راهنما در مصر، ۱۹۱۰
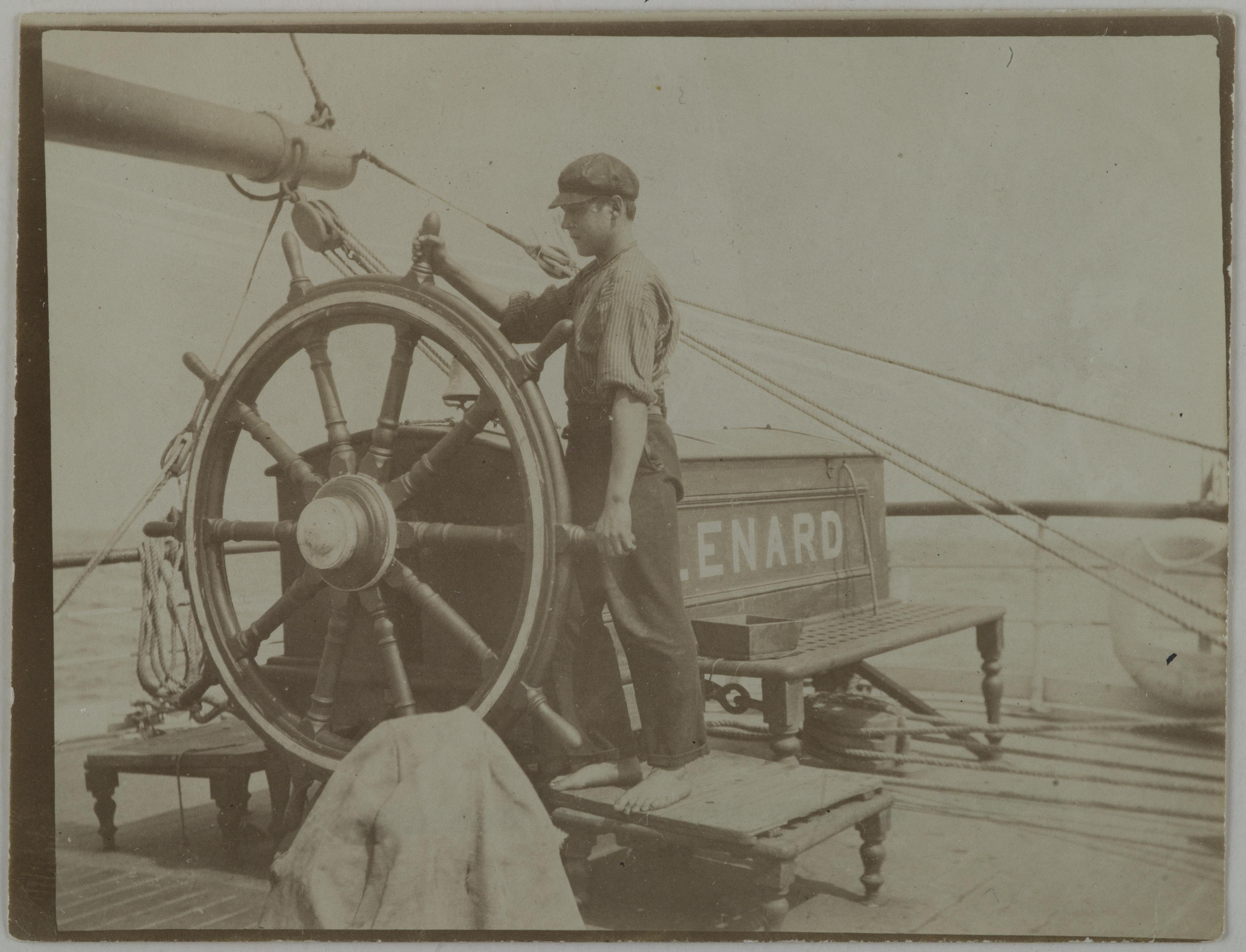
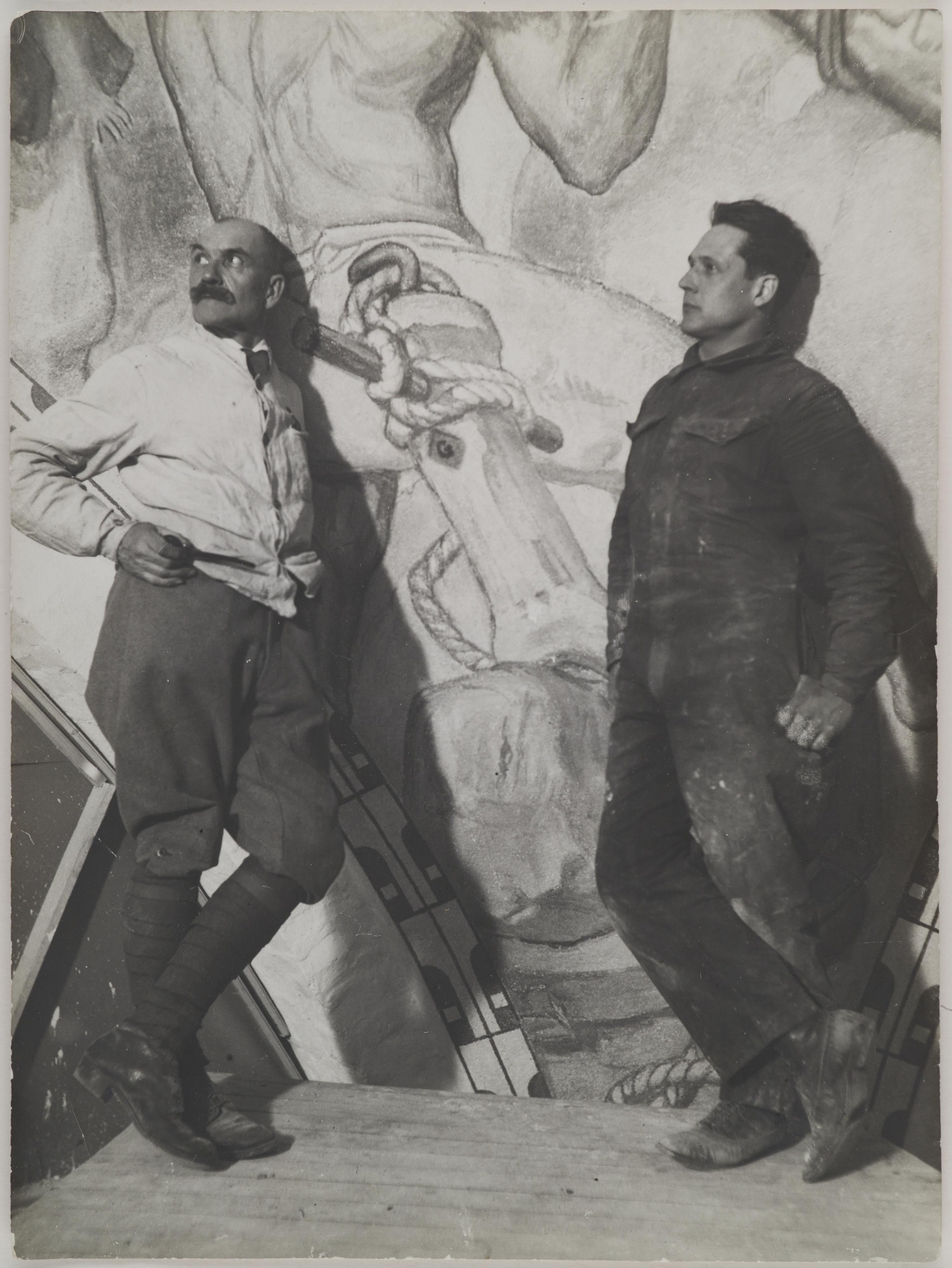